# Ögonhoppspindel
Ögonhoppspindel (Sitticus zimmermanni) är en spindelart som först beskrevs av Simon 1877.  Ögonhoppspindel ingår i släktet Sitticus och familjen hoppspindlar. Arten är reproducerande i Sverige. Inga underarter finns listade i Catalogue of Life.